# Chennai Open 1997
Il Chennai Open 1997 (conosciuto anche come Gold Flake Open) è stato un torneo di tennis giocato sul cemento. È stata la 2ª edizione del Chennai Open, che fa parte della categoria ATP World Series nell'ambito dell'ATP Tour 1997. Si è giocato a Madras in India, dal 7 aprile al 14 aprile 1997.

## Campioni

### Singolare
Mikael Tillström ha battuto in finale  Alex Rădulescu con il punteggio di 6–4, 4–6, 7–5

### Doppio
Leander Paes /  Mahesh Bhupathi hanno battuto in finale  Oleg Ogorodov /  Eyal Ran con il punteggio di 7–6(4), 7–5